# Марано-Принчипато
Марано-Принчипато (итал. Marano Principato) — коммуна в Италии, располагается в регионе Калабрия, подчиняется административному центру Козенца.
Занимает площадь 6 км². Почтовый индекс — 87040. Телефонный код — 0984.

## Население
Население составляет 2335 человек, плотность населения составляет 389 чел./км². 

## Праздники
В коммуне 8 сентября особо празднуется Благовещение Пресвятой Богородицы.